# ایفونه فان خنیپ
ایفونه فان خنیپ (به هلندی: Yvonne van Gennip) ورزشکار زن رشتهٔ اسکیت سرعتی اهل کشور هلند است. وی در بین سال‌های ‎۱۹۸۸ میلادی در مسابقات بازی‌های المپیک زمستانی در مجموع ۳ مدال طلا را کسب کرد.